# Jack Lousma
Jack Robert Lousma (nacido el 29 de febrero de 1936) es un ingeniero aeronáutico estadounidense, coronel retirado del cuerpo de marines de los Estados Unidos, ex aviador naval, astronauta de la NASA y político. Fue miembro de la segunda tripulación en la estación espacial Skylab en 1973. En 1982, dirigió STS-3, la tercera misión del transbordador espacial.
Más tarde, Lousma fue el candidato del partido republicano para un escaño en el Senado de los Estados Unidos de Míchigan en 1984 , perdiendo ante el titular Carl Levin, que ganó su segundo de seis mandatos como resultado.

## Biografía
Vida temprana y educación
Lousma nació en Grand Rapids, Míchigan, el 29 de febrero de 1936. Es descendiente de frisones. El nombre de su padre se deletreaba Louwsma, pero mantuvo la 'w' fuera del certificado de nacimiento de su hijo para que el nombre fuera más fácil de deletrear. Se graduó de la Escuela Primaria Angell, la Escuela Intermedia Tappan y la Escuela Secundaria Pioneer en Ann Arbor, Míchigan en 1954. Lousma era un Boy Scout y obtuvo el rango de Tenderfoot Scout.
Recibió una Licenciatura en Ciencias se graduó en ingeniería aeronáutica de la Universidad de Míchigan en 1959. Él jugó en el equipo de fútbol de su universidad como un estratega de reserva hasta que una lesión en el codo terminó su carrera. Obtuvo una Maestría en Ciencias en ingeniería aeronáutica de la Escuela de Posgrado Naval de EE. UU. En 1965.

### Servicio Militar
Lousma se convirtió en oficial del Cuerpo de Marines de los Estados Unidos en 1959, y recibió su insignia de aviador después de completar el entrenamiento en el Comando de Entrenamiento Aéreo Naval. Luego fue asignado a VMA-224, 2º Ala de Aviones Marinos (2º MAW), como piloto de ataque y luego sirvió con el  VMA-224, 1er Ala Aérea de Marines, en la Estación Aérea del Cuerpo de Marines de Iwakuni, Japón. Fue piloto de reconocimiento con el VMCJ-2, 2nd MAW, en la Estación Aérea Marine Corps Cherry Point, Carolina del Norte, antes de ser asignado al Centro de Nave Espacial Manned en Houston, Texas.
Ha registrado 7,000 horas de vuelo; incluyendo 700 horas en aviones de aviación general, 1.619 horas en el espacio, 4.500 horas en aviones a reacción y 240 horas en helicópteros.

### Carrera en la NASA
Lousma fue uno de los 19 astronautas seleccionados por la NASA en abril de 1966. Sirvió como miembro de los equipos de apoyo de astronautas para las misiones Apolo 9, 10 y 13. Fue el receptor CAPCOM del mensaje "Houston, hemos tenido un problema" del Apolo 13. También pudo haber sido seleccionado como piloto del módulo lunar para el Apolo 20, que fue cancelado. Fue el piloto de Skylab 3 del 28 de julio al 25 de septiembre de 1973, y fue comandante en STS-3, desde el 22 de marzo hasta el 30 de marzo de 1982, registrando un total de más de 1.619 horas en el espacio.
Lousma también pasó 11 horas en dos caminatas espaciales fuera de la estación espacial Skylab. Se desempeñó como piloto del módulo de acoplamiento de respaldo de la tripulación de vuelo de los Estados Unidos para la misión del Proyecto de Prueba Apolo-Soyuz (ASTP) que se completó con éxito en julio de 1975.

### Experiencia política
En 1984, Lousma se postuló para el Senado de los Estados Unidos como republicano contra Carl Levin, el senador titular de Míchigan, pero perdió, recibiendo el 47% de los votos. Lousma sobrevivió a una amarga lucha primaria contra el excongresista republicano Jim Dunn para capturar la nominación con el 63% de los votos. La reelección aplastante de Ronald Reagan fue una bendición para Lousma, pero se lastimó al final de la campaña cuando apareció un video de él diciéndole a un grupo de fabricantes de automóviles japoneses que su familia era dueña de un automóvil Toyota.

### Vida personal
Lousma y Gratia Kay se casaron en 1956. Tienen cuatro hijos: Timothy J. (nacido el 23 de diciembre de 1963), Matthew O. (nacido el 14 de julio de 1966), Mary T. (nacido el 22 de septiembre de 1968), Joseph L. (nacido el 14 de septiembre de 1980). Un residente de mucho tiempo del municipio de Scio, cerca de Ann Arbor, Míchigan, se mudó con su esposa a Texas en septiembre de 2013.